# Mirtusz

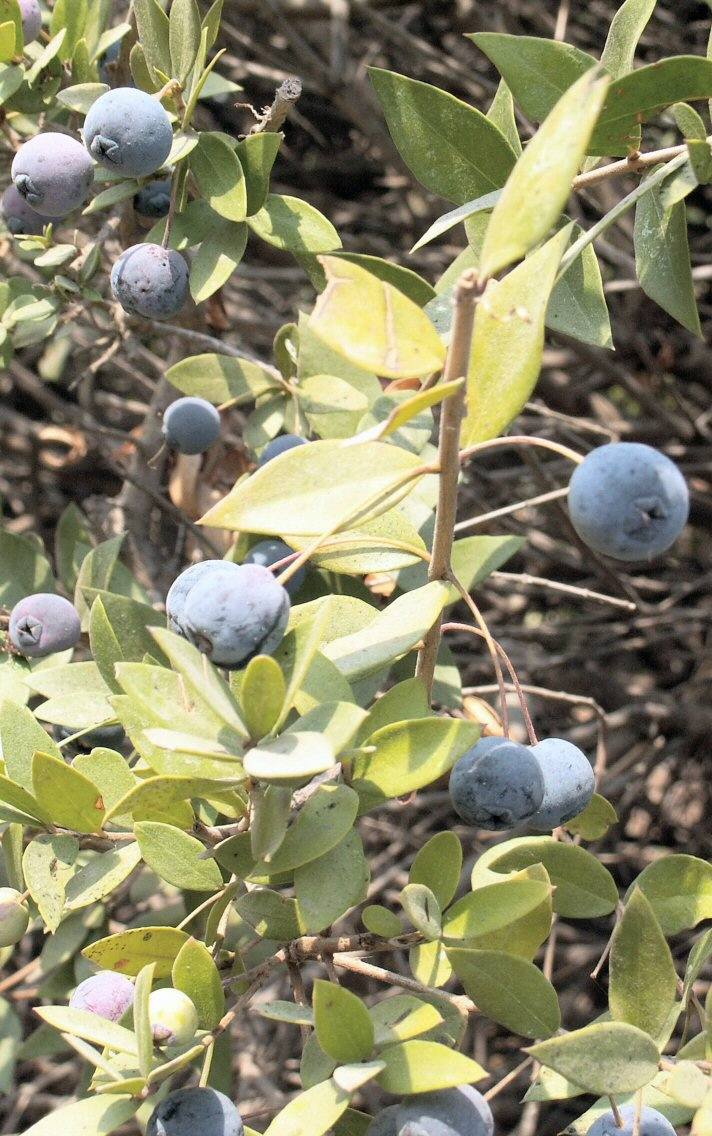
A mirtusz gyümölcse

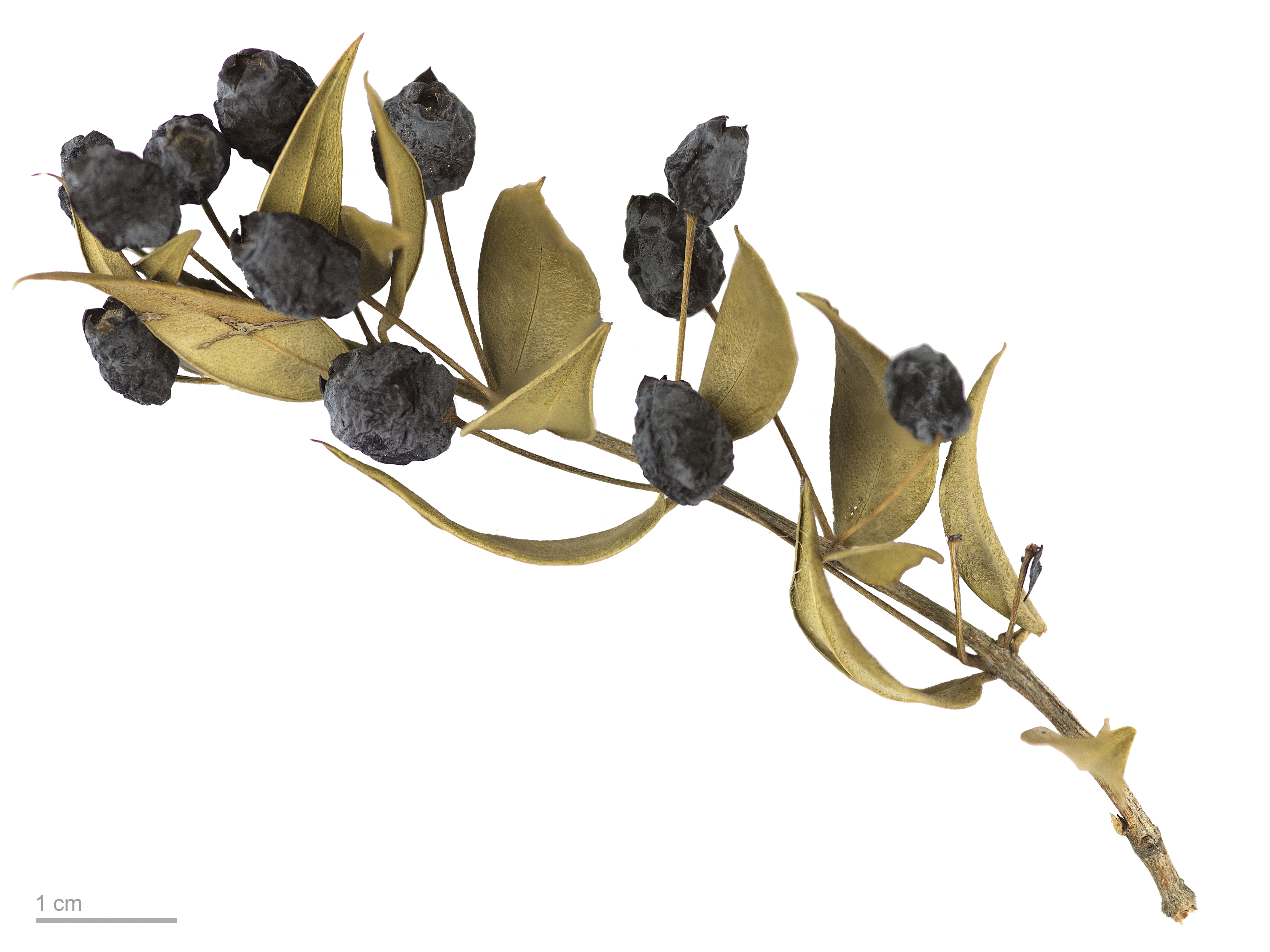
Myrtus communis

A mirtusz (Myrtus), régiesen: irnye a mirtuszfélék (Myrtaceae) családjának névadó nemzetsége. Száznál több fajt számlál, melyeknek többségét szubtrópusi éghajlatról írták le.

## Megjelenése, felépítése
Örökzöld fa vagy cserje. Levelei átellenesen állnak, piros vagy fehér virágai pedig magányosak vagy 3–7 virágú álernyőbe csoportosulnak a levél tövében. A gyümölcse egy- vagy sokmagú gömbölyű bogyó, aminek tetejét a kehely koronázza. Az egyes mirtuszfajok megjelenése igen változatos.

## Életmódja
Melegkedvelő, de igen rossz talajon is megélő, szárazságtűrő növény. A kiirtott keménylombú erdők helyén felnövő macchia egyik fő alkotója. Mérsékelten fagytűrő. Vegetatívan (a virágzó ágak végéről szedett dugvánnyal) jól szaporítható.

## Szimbolikája
A görög-római mitológiában Aphrodité, illetve Vénusz szent fája, a szenvedélyes szerelem, a hűség és a termékenység jelképe volt. Így lett esküvőkön a menyasszonyi koszorúk, kitűzők dísze. Az egyiptomi nők is virágzó mirtuszágakat tűztek a hajukba, ruhájukra.
Az arabok szerint a mirtusz mennyei illata arra utal, hogy a Paradicsomból származik.
A középkorban a Közép-Keleten a béke jelképe volt.

## Fajai
- A Mediterráneumban legismertebb faja a közönséges mirtusz (avagy valódi mirtusz): Myrtus communis L.;
- Argentínából származik a törpe mirtusz (Myrtus pubescens);
- a Myrtus microphylla Humb. et Bonpéldául Peruban,
- a Myrtus lumae Mol. Chilében honos.

## Felhasználása
A legtöbb faj bogyóit eszik, illetve szeszt főznek belőlük. A mirtuszlikőrnek piros és fehér változata is van.
Valamennyi faj sok illóolajat tartalmaz – nemcsak a virágok és a termés, hanem a levelek is, ezért már az ókorban ismert gyógynövény volt. Napjainkban főleg az aromaterápiában használják, de egyúttal parfümök alapanyaga is: a mirtuszolajat vízgőzzel desztillálják a növény leveleiből.